# Championnat d'Islande de football de deuxième division 1998
Navigation
Saison précédente Saison suivante
La saison 1998 de 2. Deild était la 44e édition de la deuxième division islandaise. Les 10 clubs jouent les uns contre les autres lors de rencontres disputées en matchs aller et retour.
Les 2 premiers du classement en fin de saison sont promus en 1. Deild, tandis que les 2 derniers sont relégués en 3. Deild.
Ce sont le Vikingur Reykjavik et le Breiðablik Kopavogur, qui sont promus en première division en fin de saison. Ils remontent en 1. Deild après respectivement 5 et 2 saisons en 2e division.
En bas de classement, le þor Akureyri et l'un des promus de 3. Deild, le HK Kopavogur, sont relégués dès la fin de la saison en 3e division après une saison calamiteuse (4 victoires à eux deux sur l'ensemble de la saison).

## Compétition

### Classement
Le barème de points servant à établir le classement se décompose ainsi :
- Victoire : 3 points
- Match nul : 1 point
- Défaite : 0 point

| Rang | Équipe                   | Pts | J  | G  | N | P  | Bp | Bc | Diff |
| ---- | ------------------------ | --- | -- | -- | - | -- | -- | -- | ---- |
| 1    | Breiðablik Kopavogur     | 39  | 18 | 13 | 0 | 5  | 44 | 14 | +30  |
| 2    | Vikingur Reykjavik       | 34  | 18 | 10 | 4 | 4  | 30 | 18 | +12  |
| 3    | FH Hafnarfjörður         | 33  | 18 | 10 | 3 | 5  | 30 | 15 | +15  |
| 4    | Fylkir Reykjavik         | 32  | 18 | 9  | 5 | 4  | 31 | 23 | +8   |
| 5    | UMF Skallagrimur R       | 26  | 18 | 7  | 5 | 6  | 37 | 36 | +1   |
| 6    | Stjarnan Gardabaer R     | 26  | 18 | 7  | 5 | 6  | 18 | 18 | 0    |
| 7    | KA Akureyri              | 25  | 18 | 7  | 4 | 7  | 24 | 28 | -4   |
| 8    | KV Austri Eskilfjörður P | 24  | 18 | 7  | 3 | 8  | 32 | 31 | +1   |
| 9    | þor Akureyri             | 8   | 18 | 2  | 2 | 14 | 19 | 43 | -24  |
| 10   | HK Kopavogur P           | 7   | 18 | 2  | 1 | 15 | 19 | 58 | -39  |

|  | Promu en 1. Deild      |
|  | Relégation en 3. Deild |

## Bilan de la saison
| Promotion et relégation |                                         |
| Relégué en 3. Deild     | þor Akureyri HK Kopavogur               |
| Promu en 1. Deild       | Vikingur Reykjavik Breiðablik Kopavogur |

## Meilleurs buteurs
| # | Buteurs                | Clubs                | Nb de Buts |
| - | ---------------------- | -------------------- | ---------- |
| 1 | Atli Kristjansson      | Breiðablik Kopavogur | 14         |
| 2 | Valdimar K. Sigurðsson | UMF Skallagrimur     | 11         |
| 3 | Hjortur Hjartarson     | UMF Skallagrimur     | 10         |
| 3 | Hordur Magnusson       | FH Hafnarfjörður     | 10         |
| 3 | Hoskuldur þorhallson   | KA Akureyri          | 10         |